# 越南女性國際婚姻
越南女性國際婚姻的歷史根源於法屬印度支那殖民時期和越南戰爭時期，當時就有越南女性嫁給歐洲人和美國人。這個問題是有爭議的。她們中的一些人與西方的越僑男子結婚，並面臨散居國外的婚姻問題，但儘管如此，她們在文化和種族上並不遙遠，而另一些人則與來自其它背景的人結婚，這更具爭議性。越南女性國際婚姻數量最多，從國際婚姻的原因、目的地國的生活條件以及越南新娘的形象等方面引起了人們的關注。幾乎在所有情況下，「越南郵購新娘」都是一種非法、不道德的行為，侵犯了人權。人口販運和性販運是相關的刑事犯罪。國際婚姻常被視為禁忌，因為它被認為與殖民主義、剝削以及文化和種族背景的差異有聯繫。儘管這種婚姻可能被視為打破種族和文化障礙，但這種婚姻的孩子，尤其是來自不同文化背景的孩子，將無法融入其父母社會，由於其多樣化和多元文化背景，可能被視為低於人類或不正常。還有一種普遍存在的、不受歡迎的性別失衡感，越南女性比越南男性（被期望遵守傳統）更有可能嫁出去（導致她們被稱為剩女、不受歡迎的女性或「不正常」）。性別平等是個很難討論的議題，但卻是值得關注的領域。
目標受眾大多是農村地區的年輕女孩，她們受教育程度低，經濟困難，或沒有穩定的工作，容易上當受騙，缺乏了解。準確的種族是不確定的或沒有被測量。

## 歷史
在法國殖民統治期間，越南女性被中國和越南海盜和組織從越南大規模販運到中國。越南女性的需求量很大，因為在中國的中國女性數量較少，而且在中國邊境，有許多沒有女性的中國男性需要越南女性。紅河三角洲的越南女性被中國招募組織帶到中國，還有一些越南女性在遭到越南和中國海盜襲擊的村莊中被綁架。越南女性成為妻子、妓女或奴隸。
越南女性在中國被視為「吃苦耐勞，聽天由命，而且性格非常溫柔」，因此她們被中國徵召為妾和僕人，大量的越南北部女性被販運到中國。需求量很大。中國南方港口是越南海防週邊地區被中國海盜綁架的兒童和女性的目的地。海盜襲擊越南村莊時，兒童和漂亮女性被劫走。海防是販賣奴隸的主要中心。越南兒童和女性被中國和越南海盜綁架並帶到中國成為奴隸。
北部山區的芒族、赫蒙族、泰族和儂族女性被越南海盜和中國海盜綁架到中國。反對法國殖民統治的勤王運動成員是越南叛亂份子的根源，而前太平天國成員則是中國叛亂份子的根源。這些越南和中國海盜與法國殖民軍隊作戰，伏擊法國軍隊，並得到中國正規軍的幫助對抗法國人。中國海盜與赫蒙族、儂族海盜作戰。泰族憎恨越南獨立同盟會，並於1947年與他們作戰。

## 國際婚姻的原因
涉足國際婚姻的原因很複雜，有些人將越南新娘視為對象而不提及其代理機構；因此，他們主要從外在因素的角度來看越南女性跨國婚姻的原因。然而，有些人發現有必要關注越南女性的能動性，這意味著關注驅動與外國男性結婚決定的內部因素。

### 外部原因
國際婚姻的外部原因來自於輸出社區和移民目的地。此外，外部原因主要是經濟和社會因素。

### 經濟考慮
在越南新娘的輸出社區中，外部原因往往與越南新娘原生家庭的經濟劣勢有關。在越南新娘缺乏與外國丈夫溝通的語言能力的情況下，這些越南婦女常常因原生家庭的經濟困難而被父母要求嫁給外國男人。而且，這些越南新娘大多會向越南的父母匯款，以贍養原生家庭。
在移民目的地，經濟考量也導致願意嫁給當地男性的當地女性短缺。例如，台灣、南韓農村地區的當地女性不願意嫁給當地男性，因為結婚後她們要承擔來自自己家庭和婆家的家庭負擔。這些當地女性大多傾向於嫁給城市地區的男性，在那裡她們可以找到工作而不是務農。因此，「上嫁」的意願（註：「上嫁」是指人們與生活條件比自己更好的伴侶結婚；例如，農村女性選擇與城市男性結婚，而城市男性的職業比農村男性更好）導致移民目的地農村地區婚姻市場失衡，導致台灣、南韓當地男性與越南女性的跨國婚姻。

### 內部原因

#### 在移民目的地尋求更好的生活
隨著全球化的趨勢和越南向全球市場開放，越南人特別是生活在邊境地區的越南人越來越多地參與與中國的邊境貿易。邊境貿易的繁榮吸引了一些越南女性尋求改善生活的機會。合法參與邊境貿易最方便的方式是與邊境地區的中國男性結婚。在一些研究中，這些越南女性在中國的商業成功得到了證明。例如，在中國邊境地區的越南女性配偶經常從事工廠工人、經營異國情調餐廳、組織跨國運輸等職業。事實上，越南女性配偶全面參與這些邊疆地區的當地生活。根據越南女性國際婚姻滿意度調查，結果顯示，83.6%的越南女性對婚姻感到滿意，主要是因為物質生活條件的改善。然而，由於大多數越南京族並不居住在邊境地區附近，因此這些女性的種族是值得懷疑的——她們可能是像赫蒙族這樣橫跨許多國家的少數民族。

#### 家庭狀況改善
在越南新娘的原生家庭中，由於越南重男輕女，她們的地位往往低於兄弟。這些越南新娘之所以選擇嫁給外國男性，是因為她們比留在家鄉能賺更多的錢，賺到錢後她們會匯款給父母，以表明她們也能像兒子一樣養家糊口。匯款不僅維持了越南新娘與其原生家庭的聯繫，也改變了她們在原生家庭中的地位。對這些越南女性來說，匯款不僅意味著成為一個負責任的女兒，也意味著成為原生家庭的半父母。事實上，嫁給外國男性總是與在移民目的地賺更多錢聯繫在一起，這表明越南新娘在自己的原生家庭中更加支持。她們中的一些人不再被視為被父母逼著嫁給外國男性的新娘，而是根據自己的意願選擇與國際結婚以養活自己的原生家庭。透過支持自己的原生家庭，這些越南新娘也有意提高自己在原生家庭中的地位。
然而，由於越南女權主義議程，越南女性顯然認為嫁給外國男性可能會提高她們的社會地位，而實際上，她們的社會地位卻被削弱了。外國人的新鮮感是暫時的，跨國婚姻的離婚率極高。

#### 浪漫的愛情
除了上述的內在原因外，在某些情況下，愛情的因素也很重要。根據對中越邊境地區的調查顯示，有些中越配偶因為從小住得很近，所以很小的時候就認識了。這些配偶在成年後結婚，彼此之間能夠順利溝通，而且通常具有相同的背景。在其他情況下，由於全球化，越來越多的越南女性成為其他國家的移民勞工，並基於彼此之間的愛情與當地男性結婚。有一些越南女性配偶在越南與外國丈夫見面，結婚後移民到丈夫的國家。這可能是唯一合理且可接受的形式。

## 代理商和網路

### 仲介代理
隨著越南女性與外國男性國際婚姻的趨勢，來自越南和移民目的地的仲介機構也隨之興起。越南的仲介機構都是非法機構，從事欺騙和人口販賣活動。曾有越南非法仲介機構在舉行越南女性與外國男性會面時被警察抓獲的案例。為適應台灣、南韓婚介市場，部分台灣、南韓代理商也參與派遣越南女性赴台灣、南韓。

### 越南人的社交網絡
越南的社交網路也幫助越南女性嫁給外國男性。在越南女性與海外越南男性結婚的案例中，越南的社交網絡在國際婚姻過程中扮演最重要的角色。海外越南男性經常要求他們的越南親戚為他們尋找合適的女性。社交網絡也影響越南與中國關係密切的邊境地區的國際婚姻。在其它情況下，嫁給外國男子的越南女性也會介紹自己在越南的親戚嫁給外國男性。

## 越南女性配偶的生活狀況
越南女性在移民目的地的生活狀況十分複雜，無法全面介紹。要衡量越南女性配偶的生活條件，重要的是要衡量她們參與社會生活和家庭的程度。

### 社交生活和參與
在某些情況下，越南女性被販賣或欺騙嫁給中國男性。這些案件多發生在中國與越南北部邊境的農村地區。在這些案件中，越南女性面臨同居婚姻的局面，她們的婚姻權利無法受到中國法律的保護。這些越南女性的生活條件往往是負面的，她們處於丈夫的控制之下。因此，她們對社會生活的參與程度很低，甚至在某些情況下她們的人權受到侵犯。
在其它情況下，越南女性透過仲介與外國男性結婚，生活條件有所不同。這些越南女性可以找到自己的工作，儘管有時薪水很低。而且，語言對越南女性配偶來說是適應新社會過程中的一個障礙。根據台灣和南韓的調查顯示，一些越南女性表示，她們經常面臨語言困難，而她們的丈夫不允許她們參加語言課。由於語言困難和缺乏教育，一些越南女性在成為母親後面臨問題。
最近針對在中國的越南女性配偶研究結果顯示，她們的生活狀況有所不同。在中越邊境地區，越來越多的越南妻子透過與丈夫一起經營餐廳的方式積極參與當地經濟生活。然而，這些餐廳總是以丈夫的名義註冊，而真正的管理者卻是越南女性。

### 越南女性配偶在家庭中的地位
一般來說，越南妻子在傳統家庭中的地位是從屬於丈夫。這是因為東亞社區的傳統，即妻子應該如何服從丈夫的觀念在農村地區很普遍，大多數越南妻子與外國丈夫居住在台灣和南韓。因此，越南女性配偶通常被認為是家庭主婦，她們透過做家事和撫養孩子來支持丈夫。決定通常由丈夫做出。

## 越南新娘的形象

### 在越南
越南主流媒體和當地人都描繪了越南新娘的形象。不同的題材對越南新娘的形像有著不同的建構。

#### 越南主流媒體
概括主流媒體塑造的越南新娘形象，結果總是與「無辜、被拐賣、被欺騙、叛國」連結在一起。越南社會和越南單身男性面臨的困境造成了這種看法。儘管大多數越南新娘將匯款寄回送村的原生家庭，但當地父母仍然面臨著兒子不能按時出嫁的問題，因為大多數村裡的女孩都嫁到了國外。國際婚姻造成的單身男性的婚姻困境引起了全國範圍內的廣泛抱怨，這影響了越南主流媒體如何撰寫國際婚姻的報導以及如何「標籤」越南新娘。

#### 派遣社區當地人
在派遣社區的當地人中，尤其是那些有女兒嫁到國外的人。越南新娘的形像是「負責任、可靠和支持」。由於越南新娘匯出大量匯款，其原生家庭的家庭狀況顯著改善。 2010年的調查顯示，越南新娘出生家庭的生活水準在女兒外出後發生了很大變化。例如，貧困家庭的比例與遷移前相比下降了三倍。中高收入家庭的比例比遷移前增加了十倍。越南新娘支持原生家庭的活動幫助她們獲得了父母和當地人的正面評價。

### 在移民目的地
在移民目的地，越南新娘的形象隨著時間的推移而改變了。例如，最初中國男性對越南女性的認知主要是由越南女性的職業、旅遊宣傳和家庭地位所造成的刻板印象。由於誇大了問題問題和未改變的刻板印象，官員和當地人對移民國家的越南新娘形象進行了負面描繪。
然而，越南新娘卻有不同的看法。根據2011年至2012年在中越邊境地區進行的社會學實地調查，越南女性成功地從事家庭和正式職業。由於她們有賺錢和養家的能力，她們得到的大多是丈夫和當地雇主的正面評價和看法。越南女性的經濟能力不僅使她們能夠在新家庭中輕鬆處理家庭事務，而且還可以向原來的家庭匯款，向父母證明，越南重男輕女的傳統是女兒可以做的。所有這些積極因素都顯示越南女性如何嫁到國外為父母賺錢並追求自己的幸福。與先前的研究相反，研究證明越南女性不應該僅僅被視為國際婚姻中的受害者和無知的女孩。至少在中國，由於他們廣泛參與經濟生活，以前的情況已經發生了很大變化。
然而，儘管大多數越南新娘將匯款匯回送村的原生家庭，但當地父母仍面臨著因女孩遠嫁海外而導致兒子無法按時出嫁的問題。國際婚姻引發的單身男性婚姻困境引發全國廣泛的憤怒。雖然它們在海外可能被視為正面的，但越南人對此類關係的反應完全是負面的。